# 草方格
草方格（そうほうかく、英：Straw grids または Sand fences）は流動性を持つ砂漠の緑化方法のひとつである。砂漠の地面に埋めたワラの低い柵で砂粒の飛散による地面の移動（風蝕）を防止して、これに続く牧草や植樹等の植物が定着できる安定した土地を作り出す。

## 作業

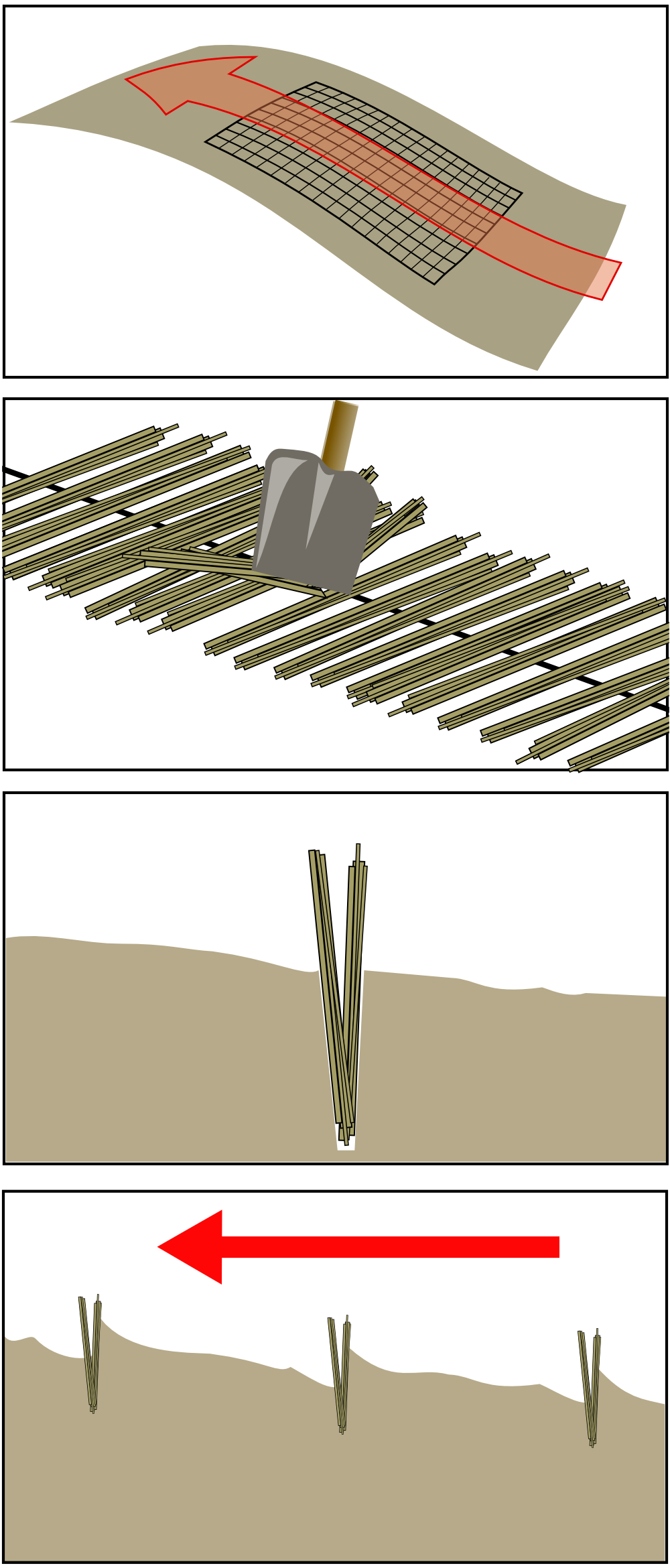
草方格の造成

準備物：ワラ（必須、稲ワラが良い）、スコップ（必須）、出来ればマメ科の牧草などの種
作業手順：
1. 砂漠の風上側斜面中腹を選ぶ - 砂漠では風によって移動する砂丘によって小さな山や谷が作られるが、草方格を有効に機能させるためには山や谷、風下側斜面は適さない。
2. 草方格を作る地面に約1m間隔で格子状に線を引く。
3. 引かれた線に直角にワラを並べ、スコップで線に沿ってワラの中央部をまっすぐ地面に突き刺してゆく。ワラは地面に対してほぼ垂直な低い柵となる。この時、種があれば線の上に撒いてワラと一緒に地面に鋤き込むようにする。
4. 縦横両方向の全ての線でワラが突き刺されれば、作業は完了する。

必須ではないが、同じ様な長さのワラ束にしてそろえておく場合もある。格子を2m間隔とする場合もある。

## 働き
風によって吹き飛ばされる砂粒を、ワラが作る小さな柵が抱きとめる。無数の細かな砂粒の飛散によって砂丘全体が長い時間をかけて移動するが、正しく草方格を設けた斜面では砂の移動が制限されるために砂で構成される地面が安定して形を変えることは無くなる。
ワラのような隙間のある遮蔽物は砂粒だけを効果的に捕捉して風は通過させる。もしも、板状の柵であれば、風下側で風が渦を巻いてしまい、短時間で柵の根元に穴を作って柵そのものが固定出来なくなってしまう。
通常の砂丘の山部分は、風で押し流され風下側の斜面を経て谷へと移動する。また、同時に風上側の斜面から砂が運ばれ新たに砂丘の山を作る。砂丘全体の移動はこういった小さな砂の連続的な移動によって行なわれるが、草方格を設けた風上側の斜面では砂の移動が制限されるために、風上側の斜面の砂が新たな山を生み出すことが無くなる。
つまり、風の力によって砂丘の山が削られて谷が埋められ、その後、山がしばらくは生まれないために、草方格を設けた斜面を残してほぼ平坦な地面が一時的に作られる。

## 制約条件
水
草方格だけでは一時的な風食対策でしかなく、長期に渡って砂漠の砂を固定しておくには早期に緑化を行い、草方格のような人工的な処置に頼らなくても済む緑化環境に作り変えられる必要がある。緑化には水が必要であり、降水や土壌水、場合によっては散水などによって十分な水が得られる場所でなければ、草方格以降の牧草や植樹林などが育たず、草方格の効果はやがて失われて元の流動性を持つ砂漠へと戻ってゆく。

## 参考・出典
- 『中国内モンゴル　クブチ砂漠砂丘固定・緑化事業』
- 江戸川大学社会学部 懸賞論文
- 『内モンゴルの旅』
- 『乾燥地の防風施設による気象改良特性』 九州大学大学院農学研究院
- 『沙漠を止める「樹方格の」森林農場つくり』 沙漠ボランティア協会